# Катасаха (муниципалитет)
Катасаха́ (исп. Catazajá) — муниципалитет в Мексике, штат Чьяпас, с административным центром в одноимённом городе. Численность населения, по данным переписи 2020 года, составила 17 619 человек.

## Общие сведения
Название Catazajá с языка майя можно перевести как: долина, скрытая водой.
Площадь муниципалитета равна 629,7 км², что составляет 0,9 % от площади штата, а наиболее высоко расположенное поселение Сан-Хосе, находится на высоте 60 метров.
На юге и востоке граничит с другим муниципалитетом Чьяпаса — Паленке, а на севере и западе с другим штатом Мексики — Табаско.

## Учреждение и состав
Муниципалитет был образован 19 января 1942 года, по данным 2020 года в его состав входит 184 населённых пункта, самые крупные из которых:
| Код INEGI                  | Населённый пункт                                                                  | Численность населения (2005 год) | Численность населения (2010 год) | Численность населения (2020 год) |
| -------------------------- | --------------------------------------------------------------------------------- | -------------------------------- | -------------------------------- | -------------------------------- |
| 016                        | Всего                                                                             | 15876                            | 17140                            | 17619                            |
| 0001                       | Катасаха (исп. Catazajá) 17°43′42″ с. ш. 92°00′59″ з. д. (административный центр) | 3185                             | 2973                             | 3344                             |
| 0019                       | Пунта-Арена (исп. Punta Arena) 17°44′46″ с. ш. 92°03′22″ з. д.                    | 1226                             | 1365                             | 1305                             |
| 0015                       | Лома-Бонита (исп. Loma Bonita) 17°47′14″ с. ш. 92°04′34″ з. д.                    | 919                              | 1071                             | 1039                             |
| 0032                       | Игнасио-Сарагоса (исп. Ignacio Zaragoza) 17°47′13″ с. ш. 91°59′28″ з. д.          | 1004                             | 963                              | 909                              |
| 0121                       | Куаутемок (исп. Cuauhtémoc) 17°42′00″ с. ш. 92°05′47″ з. д.                       | 466                              | 728                              | 772                              |
| 0250                       | Эль-Росарио (исп. El Rosario) 17°48′24″ с. ш. 92°05′56″ з. д.                     | 573                              | 666                              | 743                              |
| 0002                       | Агуа-Фрия (исп. Agua Fría) 17°44′42″ с. ш. 92°05′48″ з. д.                        | 503                              | 571                              | 646                              |
| —                          | Прочие                                                                            | 8000                             | 8803                             | 8861                             |
| Названия на карте Генштаба |                                                                                   |                                  |                                  |                                  |

## Экономическая деятельность
По статистическим данным 2000 года, работоспособное население занято по секторам экономики в следующих пропорциях:
- сельское хозяйство, скотоводство и рыбная ловля — 67,3 %;
- промышленность и строительство — 7 %;
- торговля, сферы услуг и туризма — 24,4 %;
- безработные — 1,3 %.

### Сельское хозяйство
Основные выращиваемые культуры: кукуруза, бобы, перец чили, маниока, батат и фрукты.

### Животноводство
В муниципалитете разводится крупный рогатый скот, а также свиньи и птицы.

### Промышленность
Существуют заводы по производству сыров и мороженого, а также фабрика по изготовлению мебели.

## Инфраструктура
По статистическим данным 2020 года, инфраструктура развита следующим образом:
- электрификация: 97,8 %;
- водоснабжение: 44,8 %;
- водоотведение: 94 %.

## Туризм
Основными достопримечательностями, привлекающими туристов являются озеро Катасаха и местная флора и фауна.